# Renato de Freitas
Renato de Freitas foi um político brasileiro do estado de Minas Gerais. Foi deputado estadual de Minas Gerais durante a 9ª legislatura (1979 - 1983), pela ARENA.